# (52533) 1996 TJ10
(52533) 1996 TJ10 là một tiểu hành tinh nằm ở rìa trong của vành đai chính. Nó được phát hiện bởi Seiji Ueda và Hiroshi Kaneda ở Kushiro, Hokkaidō, Nhật Bản, ngày 9 tháng 10 năm 1996.